# واشینگتن (کتاب)
واشینگتن: یک زندگی (انگلیسی: Washington: A Life) کتابی از ران چرناو، تاریخ‌نگار و زندگی‌نامه‌نویس آمریکایی، در مورد جرج واشینگتن، اولین رئیس‌جمهور ایالات متحده آمریکا، است که در سال ۲۰۱۰ منتشر شد. این کتاب «روایتی از گهواره تا گور در یک جلد» است که سعی می‌کند چهره‌ای تازه از واشینگتن فراهم آورد؛ «همان‌طور واقعی، قابل اتکاء و کاریزماتیک که هم‌عصرانش او را می‌دیدند.»